# 가이딩 라이트
《가이딩 라이트》(영어: Guiding Light, 1975년 이전 명칭 영어: The Guiding Light)는 미국의 라디오·텔레비전 연속극이다. 어나 필립스와 에먼스 칼슨이 NBC 라디오 네트워크에서 만든 라디오극이 1937년 1월 25일 《더 가이딩 라이트》라는 이름으로 방송을 시작하였고, 1947년 CBS 라디오로 자리를 옮겼으며, 1952년부터 1956년까지 라디오극과 텔레비전극이 병행되다가 1956년부터 텔레비전 연속극만 방영되었다. 1975년 11월 더 가이딩 라이트에서 가이딩 라이트로 이름이 변경되었다.
텔레비전 연속극은 총 57년간의 방송 후 시청률 하락으로 인해 2009년 9월 18일 종영하였고, 이렇게 라디오극으로부터 시작된 72년의 역사가 종지부를 찍었다. 기네스북에 "세계에서 가장 오래 방송한 라디오·텔레비전 연속극"으로 등재되어 있다. 약어는 GL이다.
1964년 5월 4일부터 NBC에서 방영을 시작한 크로스오버 연속극 《어너더 월드》(Another World, 1964-99)는 어나 필립스가 윌리엄 J. 벨과 함께 기획하였으며, 1999년 6월 25일까지 방영되었다. 《어너더 월드》는 자체 파생작들을 낳았으며, 직접 연결된 《서머싯》(Somerset, 1970-76), 《텍사스》(Texas, 1980-82)와 간접 연계된 《러버스 앤드 프렌즈》(Lovers and Friends, 1977-78)가 있다.
역시 어나 필립스가 만든 연속극 《애즈 더 월드 턴즈》(1956-2010)는 같은 세계관을 공유하는 자매극(sister show)이다.

## 라디오 연속극 (1937-1956)
라디오 연속극은 어나 필립스와 에먼스 칼슨이 기획하였다. 어나 필립스는 19살 때 사산한 후 유명한 시카고 목사 프레스턴 브래들리의 라디오 설교를 들으며 위안을 받았고, 이 설교에서 영감을 얻어 목사가 중심 인물인 라디오극 《더 가이딩 라이트》를 창조하였다. 첫 방송은 1937년 1월 25일 NBC 라디오 네트워크에서 이뤄졌으며, 분량은 한 화당 15분이었다. 1947년 방송 채널이 CBS 라디오로 이동되었다.
CBS에서 지미 라이던이 주연한 연속극 《The First Hundred Years》를 취소하면서 그 자리에 텔레비전판 《더 가이딩 라이트》를 편성하였다. 첫 텔레비전판 방영은 1952년 6월 30일에 이루어졌다.
이후 1956년까지 한 화당 15분 짜리인 라디오극과 텔레비전극 방송이 병행되었고, 출연 배우들은 라디오극을 위해 녹음 과정을 한 번씩 더 거쳤다. 1956년 라디오판 제작이 끝나면서 라디오-텔레비전 병행이 끝을 맺었다.

## 텔레비전 연속극 (1952-2009)
1952년부터 라디오극과 병행하는 형태로 시작됐던 텔레비전극은 1956년 라디오극 방송이 끝나면서 단독 방송 매체가 되었다.

### 1950년대
이후 텔레비전극은 1948년에 라디오극을 통해 처음 소개됐던 하위 중산층 독일계 이민자 가정인 바워가를 중심으로 전개되기 시작하였다. 가장인 파파 바워는 제1차 세계 대전 때 수중에 겨우 몇 달러만을 쥔 상태로 미국으로 건너왔고, 아들 빌과 신분 상승 욕구가 있는 며느리 버사 "버트"를 둔 근면하고 선량한 인물이었다.
1956년과 1957년에 가장 인기있는 연속극으로 떠올랐지만 1958년 역시 어나 필립스가 만든 자매극 《애즈 더 월드 턴즈》(1956-2010)에 1위를 넘겨주었다. 이 해에 어나 필립스가 《애즈 더 월드 턴즈》로 넘어가면서 수제자 애그니스 닉슨이 수석 작가가 되었다.

### 1960년대
1965년 애그니스 닉슨이 크로스오버 연속극 《어너더 월드》에 집중하면서 수석 자리에서 물러났다.
1967년 3월 13일 첫 총천연색 방송이 이뤄졌다.
1968년 9월 9일 방송 시간이 15분에서 30분으로 늘어났다.
1960년대는 작품 내에 다양한 변화가 일어난 시기로, 빌리 디 윌리엄스, 제임스 얼 존스, 루비 디, 시슬리 타이슨 등이 연기한 흑인 인물들이 처음 소개되었으며, 1962년 시사를 반영하여 버사가 자궁암에 걸리는 삽화가 전개되기도 했다. 또한 이야기 무게가 빌과 버사의 자녀인 마이크와 에드에게로 옮겨갔으며, 빌 바워는 1969년 7월 비행기 사고로 사망한 것으로 잠정 처리되면서 극에서 퇴장하였다.

### 1970년대
1971년 4월 1일 복잡하고 다면성을 지녀 입체적인 악역으로 유명해지게 되는 로저 소프가 처음 소개되었다.
1972년 파파 바워 역 배우 시오 게츠가 사망하면서 파파 바워도 사망 처리되었다.
1975년 이름이 더 가이딩 라이트에서 가이딩 라이트로 변경되었다. 《올 마이 칠드런》(1970-2011) 같은 후발 주자 연속극이 젊은 시청자층 사이에서 인기를 끌자 1975년 11월 브리짓 돕슨과 제롬 돕슨 부부 작가 팀이 수석 작가로 새로 기용되었다. 이들은 의붓 남매 사이이기도 한 로저 소프와 홀리 노리스 부부의 애증 관계를 부각하였다.
1977년 1969년에 비행기 사고로 죽은 걸로 처리했던 빌 바워가 다시 출연하기 시작하여 살인죄로 기소됐다가 무죄를 선고받는 등 긴장감 넘치는 사건들을 겪는 것으로 묘사되었다.
1979년 3월 5일 로저가 아내 홀리를 강간하는 사건을 묘사함으로써 낮 시간대 방송 최초로 강간 소재를 다루었다.
1977년 11월 7일 방송 분량이 한 시간으로 확대되었으며, 오후 2시 30분부터 3시 30분 사이 방송 시간대에 고정되었다.

### 1980년대
1979년 후반 브리짓과 제롬 돕슨 부부가 《애즈 더 월드 턴즈》로 넘어가고, 배우 출신 더글런드 말런드가 새 수석 작가로 들어왔다.
1980년 데이타임 에미상 드라마 부문 작품상을 첫 수상하였다.
1981년 제인 엘리엇이 연기한 캐리 토드 말러가 주요 인물 중 하나로 극에 처음 소개되었다. 캐리는 해리성 정체성 장애가 있는 인물로 설정돼있었다. 그러나 1982년 총괄 제작자 앨런 M. 포터는 갑자기 제인 엘리엇과의 계약을 끝냈고, 말런드는 이에 항의하는 차원에서 작품에서 나가버렸다. 이후 말런드는 1985년부터 1993년까지 《애즈 더 월드 턴즈》에서 활약하며 해당 연속극의 제2황금기를 이끌었다.
1980년대 초 젊은 시청자들을 공략한 ABC 연속극들과 경쟁하게 되면서 젊은 연기자들을 수혈하는 동시에 나이대 있는 배역들을 다수 퇴출하였다.
1983년 팸 롱이 수석 작가로 임명되면서 젊은이들 사각관계가 서사 한복판에 놓였으며 새로운 인물들이 소개되었다. 잠시 극을 떠났던 롱은 1987년 부수석작가로 돌아와 1990년까지 일했다.
1985년 바워가를 이끌던 가모장 버사 바워 역을 맡았던 배우 셔리타 바워가 사망하면서 버사 역도 1986년 사망 처리되었다.
한동안 이야기 뼈대였던 오클라호마 출신 루이스가와 셰인가를 향한 시청자 반응이 엇갈리자 라디오·텔레비전극 방송 50주년인 1987년에 바워가가 다시 극 중심으로 돌아왔다. 바워가가 매년 독립기념일에 여는 가족 바비큐 파티도 이때 시작되어 2009년 종영 때까지 이어졌다.
1988년에 홀리가 극에 복귀하였으며, 다음해부터 로저 역시 재등장하기 시작하였다.

### 1990년대
이 시기 제작진이 내린 몇 가지 결정들은 팬들로부터 큰 반감을 이끌어냈다. 또한 중간 정도의 성적을 유지하는 가운데 《패션스》(Passions, 1999-2007), 《우리 생애 나날들》(1965-현재)과 같은 작품들과 경쟁하면서 기이한 설정을 무리하게 욱여넣었는데, 이는 인물 단 한 명이 기억상실증을 앓는 아미시 여성, 가상의 열대 섬나라 산크리스토벨 여왕, 시간 여행을 전부 겪은 끝에 복제가 시도되는 전개에서 절정을 이루었다.
1993년 셰리 스트링필드 등 주인공급 여배우 셋이 줄줄이 나가면서 주요 이야기 줄기가 타격을 입었다.

### 2000년대
2000년대 초 가상 왕국 산크리스토벨과 산토스 마피아 가문을 중심으로 이야기가 진행되었다.
2004년 에미상을 수상한 배우이기도 한 엘런 휠러가 총괄 제작을 맡았다. 휠러는 축소된 제작비에서 기인한 예산 부족 문제를 해결하기 위해 고정 배우 상당수를 퇴출시켰다.
2005년 텔레비전극 방송 50주년을 맞이하였다.
2006년 할리 쿠퍼라는 등장 인물이 슈퍼히어로로 각성하였고, 마블 코믹스는 이 인물을 다룬 8쪽 짜리 만화를 2006년 10월과 11월에 발매된 일부 코믹스에 무료 배포하였다.
2007년 라디오·텔레비전극 방송 70주년을 맞았다. 낮은 시청률에도 불구하고 2007년 제34회 데이타임 에미상 각본상과 작품상(《더 영 앤 더 레스트리스》와 공동 수상)을 수상하였다.

### 취소
2009년 4월 1일 CBS는 방영 취소가 결정됐음을 알리며 마지막 방송 일자는 2009년 9월 18일이라고 고지하였다. 제작사 프록터 앤드 갬블은 새로 유통·배급을 이어 맡아줄 회사를 찾아봤으나 실패하였다. 이렇게 텔레비전극 57년의 역사, 라디오극 시절까지 포함하면 72년의 역사가 막을 내렸다.

### 출연진
성 A-Z
- 그랜트 알렉산더 (1982-84, 1986-91, 1996-2004, 2009)
- 케빈 베이컨 (1980-81)
- 맷 보머 (2001-03)
- 제프 브랜슨 (2004, 2008-09)
- 킴벌리 J. 브라운 (1993-98, 2006)
- 로라 벨 번디 (1999-2001)
- 진 캐럴 (1988-95, 2003, 2006)
- 크리스털 셔펠 (1999-2009)
- 조앤 콜린스 (2002)
- 대니얼 코스그로브 (2002-05, 2007-09)
- 바버라 크램프턴 (1993-95)
- 루비 디 (1967)
- 캐시 디파이바 (1986-91)
- 제인 엘리엇 (1981-82)
- 조엘 파비아니 (1991-92, 1994-95)
- 스테퍼니 갯셰이 (2002-08)
- 프랭크 그릴로 (1996-99)
- 제임스 얼 존스 (1966)
- 할리 제인 코잭 (1983-85)
- 린지 매키언 (2001-04)
- 커트 매키니 (1994-2000, 2005-09)
- 로버트 뉴먼 (1981-84, 1986-91, 1993-2009)
- 헤이든 패너티에어 (1996-2000)
- 애슐리 펠던 (1989-91)
- 톰 펠프리 (2004-09)
- 다니엘 필롱 (1988-89)
- 브리트니 스노 (1998-2001)
- 셰리 스트링필드 (1989-92)
- 시슬리 타이슨 (1966)
- 크리스토퍼 워컨 (1954-56)
- 빌리 디 윌리엄스 (1966)
- 마이클 재슬로 (1971-80, 1989-97)